# Імператор Ґо-Фусімі
Імператор Ґо-Фусі́мі (яп. 後伏見天皇, ごふしみてんのう, ґо-фусімі тенно; 5 квітня 1288 — 17 травня 1336) — 93-й Імператор Японії, синтоїстське божество. Роки правління: 30 серпня 1298 — 2 березня 1301. Ім'я перекладається як «Пізній Фусімі», що дає змогу низки дослідникам називати його Фусімі II.
Старший син імператора Фусімі. Його матір'ю була поетеса Цунеко, донька Іцуцудзі Цунецдзі (з Касанноіну, підклану Північних Фудзівара), нащадка Фудзівара но Мородзане. При народженні звався принц Танехіто. Виховувався імператорицею Сосі. 1298 року оголошено спадкоємцем трону. 
Невдовзі його батька зрікся трону, якій обійняв Танехіто. Проте Фусімі став верховним імператором, продовжуючі фактичне правління. В той же час державними справами Японії керував сіккен Ходзьо Садатокі. 1299 року прийняв юаньське посольство на чолі із Ішань Ініном. 1301 року інтриги верховного імператора призвели до конфлікту з сіккеном, який наказав Ґо-Фусімі зректися трону на користь принца Куніхари, що став знаний як імператор Ґо-Нідзьо.
1308 року імператором стає його зведений молодший брат — принц Томіхіто (відомий як імператор Ханадзоно). 1313 року верховний імператор Фусімі наказав своєму синові Ґо-Фусімі всиновити імператора Ханадзоно, що дозволило Ґо-Фусімі стати верховним імператором після зречення цього титулу Фусімі. Це викликало значне невдоволення імператора Ханадзоно.
Брав участь у перемовинах між сьогунатом Камакура та лінією Ґо-Саґи, яка завершилися угодою про чергування трону між двома лініями кожні 10 років (угода Бумпо). Але ця угода протрималася до 1326 року, коли принц Кунійосі помер, а принц Кадзухіто (син Ґо-Фусімі) став спадкоємцем трону в обхід інших синів імператора Ґо-Дайґо. Втім це рішення схвалив сіккен Ходзьо Такатокі. Це стало приводом до повстання Ґо-Дайґо проти бакуфу. У відповідь сіккен повалив імператора, поставивши Кадзухіто на трон (відомий як імператор Коґон). Ґо-Фусімі знову став верховним імператором.
1333 року почалося нове повстання проти бакуфу, яке підтримали Асікаґа Такаудзі й Нітта Йосісада. Ґо-Фусімі підтримав сіккена Ходзьо Морітокі й рокухарського інспектора Ходзьо Накатокі, які втім зазнали ніщивної поразки та загинули. Наслідком стало повалення імператора Коґона. Ґо-Фусімі став буддійським ченцем, віддалившись від світських справ.